# Pirané (departamento)
Pirané é um departamento da Argentina, localizado na província de Formosa.